# Кочнев, Иван Егорович
Ива́н Его́рович Ко́чнев (1921—1958) — старший сержант Рабоче-крестьянской Красной Армии, участник Великой Отечественной войны, Герой Советского Союза (1945).

## Биография
Иван Кочнев родился 15 сентября 1921 года в селе Николаевский Баран (ныне — Алексеевский район Татарстана). После окончания четырёх классов школы работал трактористом в колхозе. В апреле 1941 года Кочнев был призван на службу в Рабоче-крестьянскую Красную Армию. С сентября того же года — на фронтах Великой Отечественной войны. К августу 1944 года старший сержант Иван Кочнев командовал орудием 995-го стрелкового полка 263-й стрелковой дивизии 2-й гвардейской армии 1-го Прибалтийского фронта. Отличился в боях на территории Литовской ССР.
В боях 16-19 августа 1944 года расчёт Кочнева уничтожил 4 танка, 1 штурмовое орудие, 5 бронетранспортёров и большое количество солдат и офицеров противника и его другой боевой техники.
Указом Президиума Верховного Совета СССР от 24 марта 1945 года старший сержант Иван Кочнев был удостоен высокого звания Героя Советского Союза с вручением ордена Ленина и медали «Золотая Звезда».
После окончания войны Кочнев был демобилизован. Вернулся в родное село. Был председателем местного сельсовета, пользовался уважением среди односельчан. Скоропостижно скончался 9 февраля 1958 года.
Был также награждён орденами Славы 2-й и 3-й степеней и рядом медалей.

## Память
- Мемориальная доска в память о Кочневе установлена Российским военно-историческим обществом на здании школы деревни Арбузов Баран Алексеевского района, где он учился.